# Flores (canção de Sophia Abrahão)
"Flores" é uma canção da cantora brasileira Sophia Abrahão, lançada como single em 17 de dezembro de 2013, através da Sony Music Brasil. "Flores" foi escrita por Abrahão ao lado de seu primo, o cantor Brian Cohen. A canção alcançou o topo do iTunes brasileiro e recebeu uma indicação na categoria de Melhor Música Teen da edição do ano de 2014 do Radio Music Awards Brasil.

## Vídeo musical
O vídeo musical da canção foi dirigido por Bruno Fioravanti e lançado no dia 20 de fevereiro de 2014.
| “ | O conceito visual de 'Flores' tem um ar mais antigo, vintage. Busquei inspiração na Lana Del Rey, curto muito os clipes dela. Achei que ficaria muito legal esse clima no vídeo. Até porque ele foi gravado em um campo cheio de flores. Ficou lindo. | ” |
|   | — Abrahão sobre o vídeo musical em entrevista para o site Purebreak. |   |

.